# Daniela Macías
Daniela Macías Brandes (* 9. Oktober 1997 in Lima) ist eine peruanische Badmintonspielerin.

## Karriere
Daniela Macías siegte 2013 mit dem Team bei den Juegos Bolivarianos. 2013 war sie auch war sie bei den Südamerikameisterschaften erfolgreich. 2012 gewann sie im Doppel mit Luz María Zornoza das kubanische Turnier Giraldilla, 2013 wurde sie im Einzel Dritte bei den Panamerikameisterschaften. 2018 siegte sie bei den El Salvador International.